# Mururata
Mururata es uno de los distritos del municipio de Coroico en la provincia de Nor Yungas ubicada en el departamento de La Paz, Bolivia. Cuenta con población afroboliviana.

## Transporte
Mururata se ubica a 111 kilómetros por carretera al noreste de La Paz, la sede de gobierno de Bolivia.
Desde La Paz, la carretera nacional pavimentada Ruta 3 pasa por Cotapata pasando por Coroico hasta Santa Bárbara. Desde allí, la Ruta 3 continúa en dirección noreste vía Caranavi, Yucumo y San Ignacio de Moxos hasta Trinidad sobre el río Mamoré.
Dos kilómetros antes de Santa Bárbara, un camino rural de tierra se bifurca hacia la izquierda en dirección noroeste desde la carretera principal y cruza el río Coroico. La carretera recorre los siguientes siete kilómetros hasta una altitud de 1400 metros, luego gira hacia el este y después de un total de dieciséis kilómetros llega a Mururata.